# خلخ
خَلُّخ، قَرلُق یا قَرلُغ نام شاخه‌ای از مردم ترک‌تبار آسیای میانه بود که قلمرو اصلی آنها در جنوب مملکت اویغورها واقع و تمام حوزه سفلای رود تاریم را شامل می‌شد.